# مستر فریز
مستر فریز (به انگلیسی: Mr. Freeze) یا آقای یخی یک شخصیت خیالی شرور بزرگ در کتاب‌های کامیک آمریکایی منتشر شده توسط دی‌سی کامیکس است که اغلب به عنوان دشمن شخصیت ابرقهرمان مرد خفاشی محسوب می‌شود. این شخصیت توسط باب کین، دیوید وود و شلدون مولداف خلق شده‌است که برای اولین بار به عنوان آقای صفر، در شمارهٔ ۱۲۱ کمیک مرد خفاشی (فوریه ۱۹۵۹) حضور پیدا کرد. او یکی از سرسخت‌ترین دشمنان مرد خفاشی است و متعلق به جمعی از دشمنان مرد خفاشی است که فهرست جنایتکاران و مجرمین دشمن او را تشکیل می‌دهند.

## بازیگران
- ۱۹۶۶-جرج سندرز، اتو پرمینگر و ایلای والاک
- ۱۹۹۷-آرنولد شوارتزنگر
- ۲۰۱۴-ناتان دارو